# IC 422
IC 422 је елиптична галаксија у сазвјежђу Зец која се налази на листи објеката дубоког неба у Индекс каталогу.
Деклинација објекта је - 17° 13' 26" а ректасцензија 5h 32m 18,5s. Привидна величина (магнитуда) објекта IC 422 износи 13,5 а фотографска магнитуда 14,5. IC 422 је још познат и под ознакама IC 2131, MCG -3-15-1, IRAS 05301-1715, PGC 17409.